# Pararge pposteropluriocellata
Pararge pposteropluriocellata är en fjärilsart som beskrevs av Demoulin 1940. Pararge pposteropluriocellata ingår i släktet Pararge och familjen praktfjärilar. Inga underarter finns listade i Catalogue of Life.